# Salmo aphelios
Die  Salmo aphelios  ist eine Fischart aus der Familie der Lachsfische (Salmonidae), die endemisch im Ohridsee an der albanisch-nordmazedonischen Grenze vorkommt.

## Merkmale
Salmo aphelios erreicht eine Länge von 40 Zentimetern, möglicherweise auch mehr. Äußerlich ist sie der Ohridforelle (Salmo letnica) und der Art Salmo balcanicus sehr ähnlich, unterscheidet sich aber von diesen durch ihr oranges Fleisch. Kopf und Körper sind silbrig mit schwarzen Flecken. Rote Flecken sind vor allem auf dem Seitenlinienorgan vorhanden

## Lebensweise
Die Art laicht von Mai bis Juli an der Ostküste des Sees, wodurch sie von der im Januar und Februar laichenden Art Salmo letnica und von der von Oktober bis Januar am Ausfluss des Sees laichenden Salmo balcanicus in der Fortpflanzung getrennt ist.